# 아나가와역 (지바현)
아나가와역(일본어: 穴川駅, あながわえき 아나가와에키[*])은 일본 지바현 지바시 이나게구에 있는 지바 도시 모노레일 2호선의 역이다.

## 역 구조
상대식 승강장 2면 2선의 고가역에서 이나게역과 이나게카이간역 방면으로 분기선을 건설할 때는 바깥쪽으로 궤도의 증설을 가능한 구조로 하였다.

### 승강장
| 1 | 2호선 | 쓰가・지시로다이 방면 |
| 2 | 2호선 | 지바・지바미나토 방면 |

## 역 주변
- 지바 시 이나게 구청
- 지바 아나가와 우체국
- 게이요 도로 아나가와 IC
- 게이아이 대학 경제 학부
- 게이아이가쿠인 고등학교
- 방사선 의학 종합 연구소
- 지바 현립 게이요 공업 고등학교

## 역사
- 1991년 6월 12일: 영업 개시.
- 2009년 3월 14일: PASMO 도입.

## 사진

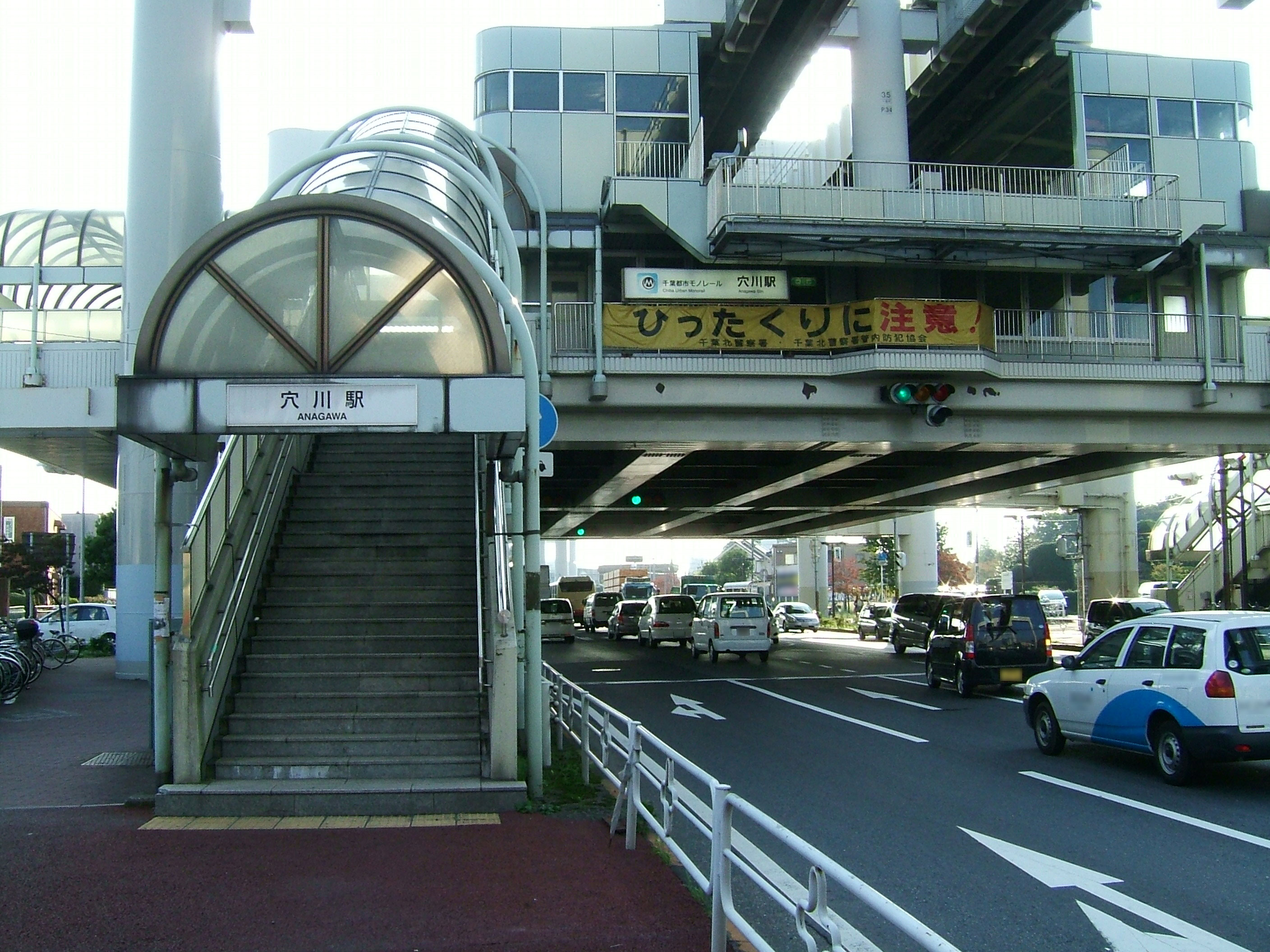
북동쪽 출입구

## 인접역
| 지바 도시 모노레일 2호선 | 지바 도시 모노레일 2호선 | 지바 도시 모노레일 2호선    |
| ------------------------ | ------------------------ | --------------------------- |
| 덴다이 지바 방면         |                          | 스포츠 센터 지시로다이 방면 |